# Georg Karl Friedrich Kunowsky
Georg Karl Friedrich Kunowsky (też: Georg Carl Friedrich Kunowski, ur. 3 marca 1786 w Beuthen, tj. Bytomiu Odrzańskim, zm. 22 grudnia 1846 w katastrofie kolejowej w okolicach Kohlfurt, tj. Węglińca) – niemiecki prawnik, znany obywatel XIX-wiecznego Berlina, zaangażowany w budowę miejskiego teatru, ogrodu zoologicznego, kolei Berlin-Hamburg, geolog, astronom. Jego imieniem nazwano dwa kratery – na Księżycu i Marsie.

## Rodzina
Pochodził z polskiego rodu szlacheckiego Kunowskich herbu Nałęcz, z linii osiadłej w Brandenburgii. Jego ojcem był Pastor Primarius Georg August Kunowsky/Kunowski – proboszcz protestanckiego Kościoła Pokoju w Świdnicy, matką Johanna Christiane Charlotte Henrici, a braćmi pruski generał Georg August Eduard von Kunowski (1795-1870) oraz prawnik, dyrektor kilku pruskich sądów Georg Moritz von Kunowski (1822-1866). Georg Karl Friedrich ożenił się ze swoją kuzynką Luise Leopoldine Eleonore (1789-1862) – córką wysokiego urzędnika (tajnego radcy ds. wojennych) pruskiego Ministerstwa Sprawiedliwości Georga Friedricha Kunowskiego (1759-1819) oraz Anny Reinbeck z rodziny znanych pastorów protestanckich. Miał cztery córki i dwóch synów: Georga Eduarda Hermanna Kunowskiego (1815-1852) oraz Georga Augusta Adolfa Konstanza von Kunowskiego (1825-1903), który został dyrektorem huty Vulkan w Bytomiu.
Jego krewnym, potomkiem w linii męskiej jego teścia i dziadka – pastora Georga Sigismunda Kunowsky’ego – jest m.in. polski medioznawca Radosław Sajna-Kunowsky.

## Edukacja i kariera prawnicza
Ukończył gimnazjum w Schweidnitz (Świdnicy), studiował prawo na Uniwersytecie w Halle, później w Berlinie. Pracował jako asesor w sądach kilku miast śląskich, zaś od 1814 roku w Berlinie, pełniąc różne funkcje w kilku sądach szczebla miejskiego i krajowego. Brał też udział w wielu postępowaniach sądowych, m.in. jako adwokat w sprawie cywilnej Artura Schopenhauera. Był też Kunowsky reformatorem prawa – m.in. proponowane przez niego poprawki zostały włączone, już po jego śmierci, do ustawy o prokuraturze z 1878 roku. Za zasługi w związku z propozycjami reformy prawa zawodowego, sformułowanymi w „Raporcie Grudniowym” z 1841 r., Kunowsky otrzymał od króla pruskiego Order Orła Czerwonego III klasy z Kokardą.

## Osiągnięcia w astronomii
Kunowsky od młodego wieku interesował się naukami przyrodniczymi, zwłaszcza geologią i astronomią. W ramach swoich badań zbierał m.in. minerały podczas wędrówek po Sudetach, a wyniki prac publikował m.in. w miesięczniku „Schlesische Provinzialblätter” (w latach 1810–1813). Po przeprowadzce do Berlina w 1814 roku zaczął realizować swoje marzenia o badaniach astronomicznych. Był w dobrych stosunkach z dyrektorem Królewskiego Obserwatorium w Berlinie, Johannem Elertem Bode (1747-1826), który wpłynął na jego idee astronomiczne oraz skłonił do zakupu wysokiej jakości teleskopu. Bode publikował wyniki badań Kunowsky’ego w wydawanym przez siebie berlińskim „Astronomisches Jahrbuch”. Kunowsky wykrył nowe kratery na Księżycu, badał też powierzchnię Marsa (m.in. tzw. ciemne plamy), obserwował komety. Dziś, decyzją Międzynarodowej Unii Astronomicznej, jeden krater o nazwie „Kunowsky” znajduje się na Księżycu, zaś drugi, też wykryty przez Kunowsky’ego, na Marsie.

## Inne działania
W Berlinie istniał też most imieniem Kunowsky’ego, wybudowany z jego inicjatywy. Kunowsky był też zaangażowany w tworzenie Królewskiego Teatru Miejskiego (Königsstädtisches Theater) w Berlinie, który istniał w latach 1824–1851 przy Alexanderplatz. Od 1840 roku Kunowsky kierował projektem kolejowym, który miał zapewnić szybkie połączenie Berlina z Hamburgiem (trasa została ukończona w 1846 r.).
Georg Karl Friedrich Kunowsky był członkiem kilku prestiżowych towarzystw związanych z naukami przyrodniczymi, ale też elitarnego berlińskiego „Klubu Poniedziałkowego” (Montagsklub), do którego należeli wówczas także m.in. Johann Wolfgang von Goethe czy Alexander von Humboldt. Pod koniec życia Kunowsky był też członkiem pierwszej rady nadzorczej Berlińskiego ZOO (najstarszego w Niemczech, założonego w 1844 r.), pozostając ważną osobistością w historii Berlina.

## Śmierć
Georg Karl Friedrich Kunowsky/Kunowski zginął 23 grudnia 1846 roku w katastrofie kolejowej w dzisiejszym województwie dolnośląskim. Jürgen Blunck, powołując się na doniesienia dziennika „Spenersche Zeitung” (24 XII 1846), tak opisał śmierć Kunowsky’ego: „Pewnego dnia poczuł nieprzepartą chęć odwiedzenia swojej starej śląskiej ojczyzny. Dzień przed wigilią udał się w drogę powrotną pociągiem jadącym z Wrocławia do Berlina linią, którą dopiero 3 miesiące temu uruchomiono. Pozostawał podczas podróży w ostatnim wagonie towarowym, siedział bowiem w swoim powozie, a z nim jego 19-letnia córka Emma i sługa. Na krótko przez Ruszowem, około 20 km na wschód od Nysy, przewrócił się wagon towarowy z powodu pęknięcia osi jadącego przed nimi wagonu pocztowego. Kunowski poniósł śmierć na miejscu, sługa został ciężko ranny, córka doznała tylko lekkich potłuczeń”.

## Źródła
- J. Blunck, Georg Carl Friedrich Kunowski (1786-1847) i jego rodzina, „Nadwarciański Rocznik Historyczno-Archiwalny”, nr 2/7, 2000.
- W. Eylitz, Das Königstädtische Theater in Berlin, Rostock 1940.
- Gazetteer of Planetary Nomenclature, USGS.gov, https://planetarynames.wr.usgs.gov/.
- S. Günther, Kunowsky, Georg Karl Friedrich. In: Allgemeine Deutsche Biographie (ADB). Band 17, Duncker & Humblot, Leipzig 1883, S. 388.
- M. Janecki, Handbuch des Preußischen Adels, Berlin 1892.
- H. Kullnick, Berliner und Wahlberliner: Personen und Persönlichkeiten in Berlin von 1640-1960, Berlin 1969.
- W.G. von Kunowski, Die deutschen Nachkommen des Jan Kunowski und ihre Ahnen, Teil 1 bis 4, Detmold, 1965.
- K. Muscheler, Die Schopenhauer-marquet-Prozesse und das Preussische Recht, Tübingen 1996.
- NASA Jet Propulsion Laboratory, https://www.jpl.nasa.gov/.
- G.E. Sachse, E. Droop (Hrsg.), Der Montagsklub in Berlin 1749-1899. Fest- und Gedenkschrift zu seiner 150sten Jahrfeier Berlin 1899.
- R. Sajna-Kunowsky, Internet, genealogia i genetyka na przykładzie rodu Kunowskich h. Nałęcz, Wydawnictwo Uniwersytetu Kazimierza Wielkiego, Bydgoszcz 2021.